# Músculo prócero

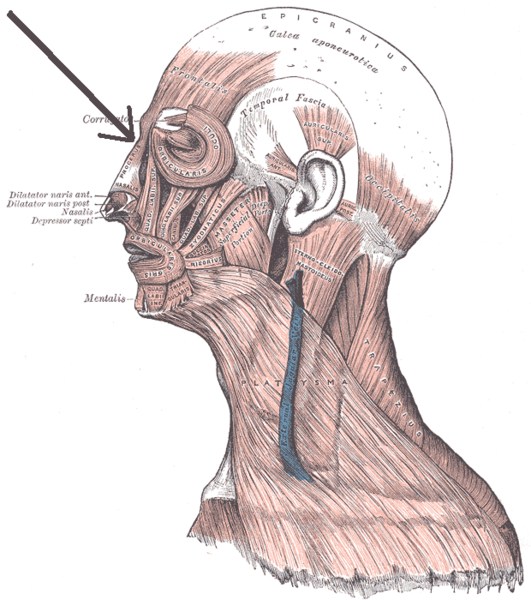
localização do músculo prócero

O músculo prócero é um músculo do nariz.
Em latim chama-se piramidalis nasi. Recebe este nome por ter formato piramidal e estar situado sobre o osso nasal. É quase uma continuação do m. frontal.
Origem: Osso nasal, cartilagem nasal lateral
Inserção: Pele da glabela
Inervação: Nervo facial (VII)
Ação: Abaixa a pele da fronte e dos supercílios